# La Brea (schip, 1916)
De La Brea was een Britse stoomtanker van 6.666 ton. In 1916  kwam de tanker gereed op de scheepswerf van Union Iron Works,  San Francisco, Californië, met als eigenaar Union Oil Co. of California, Los Angeles, Californië,  met Los Angeles als thuishaven.  De La Brea had een 33-koppige bemanning en de vracht bestond uit 9.410 ton stookolie. Ze voer samen met konvooi HX-65, waarvan het tankschip al vanuit Aruba vertrokken was naar New York, en vandaar met het konvooi mee naar Dundee, Schotland  opstoomde, samen met konvooi HX-65A, die niet ver uit de buurt was.

## Geschiedenis
In 1940 veranderde de La Brea van Amerikaanse vlag naar Britse vlag met de aanvang van de Tweede Wereldoorlog, ter morele en materiële ondersteuning aan de Britten.

## De ondergang
Omstreeks na de middag om 14.14 uur, op 24 augustus 1940, kwam de La Brea, met kapitein George Edward Firth als gezagvoerder, achteraan het konvooi HX-65 terecht en eigenlijk ietwat onbeschermd door de escorteschepen, werd ze door de U-48, onder bevel van Hans Rudolf Rösing, getorpedeerd. Deze liet het onfortuinlijke tankschip na 20 minuten zinken, ten westnoordwesten van Rockall, een kleine rotspunt in de Noord-Atlantische Oceaan, gelegen op 480 km, ten westen van de Hebriden, in positie 57°24’ N, en 11°21’ W. Kapitein Firth en één bemanningslid verloren hierbij het leven, tijdens het ondergaan van het tankschip. 14 bemanningsleden konden zichzelf nog redden en werden opgepikt door twee escortejagers. Deze brachten hen naar de  Islivig Bay, Isle of Lewis en de 17 overige bemanningsleden kwamen aan in South-Uist. 

## HX-65A
Van de 33 opvarenden overleefden 31 man de scheepsramp. De La Brea was het enige schip dat tot zinken werd gebracht in konvooi HX-65 door de U-48. De U-124 en de U-48 brachten 's nachts op 25 augustus, nog eens 4 schepen van het andere konvooi HX-65A tot zinken, die in de buurt vertoefden van HX-65. De U-124 beschadigde een vierde schip, de Stakesby en de derde aanwezige U-boot, de U-57 viel ook HX-65A aan maar overigens zonder succes.